# Gare de Higashi-Noshiro
La gare de Higashi-Noshiro (東能代駅, Higashi-Noshiro-eki) est une gare ferroviaire de la ville de Noshiro, dans la préfecture d'Akita au Japon. Elle est gérée par la compagnie JR East. Elle comprend également un dépôt de la JR Freight.

## Situation ferroviaire
La gare est située au point kilométrique (PK) 355,4 de la ligne principale Ōu. Elle marque le début de la ligne Gonō.

## Histoire
La gare a été inaugurée le 1er novembre 1901 sous le nom de gare de Noshiro. Elle est renommée Hataori en 1909, puis Higashi-Noshiro en 1943.

## Service des voyageurs

### Accueil
La gare dispose d'un bâtiment voyageurs, avec guichets, ouvert tous les jours.

### Desserte
- Ligne principale Ōu :
  - voie 1 : direction Akita
  - voie 2 : direction Ōdate et Aomori
- Ligne Gonō :
  - voie 2 : direction Noshiro, Iwadate et Fukaura